# Anatomía

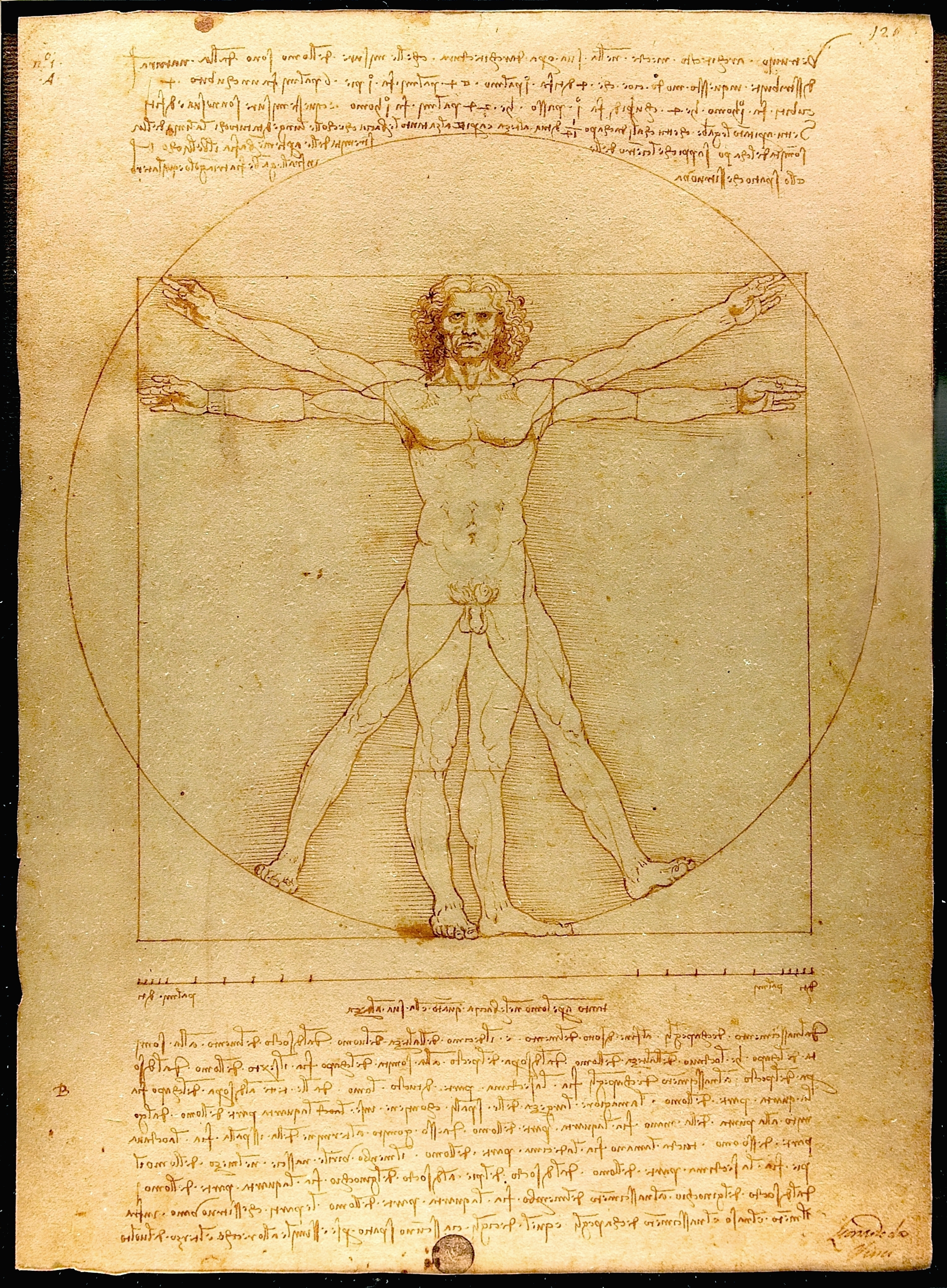
El Hombre de Vitruvio, reinterpretación de las proporciones ideales de los textos clásicos elaborada por Leonardo da Vinci

La anatomía es una ciencia, rama de la biología, que estudia la estructura de los seres vivos, es decir, la forma, topografía, ubicación, disposición y relación entre sí de los órganos que lo componen. Se puede clasificar en anatomía descriptiva, funcional y quirúrgica. La anatomía se basa en el examen descriptivo de los organismos vivos, y forma parte de un grupo de ciencias básicas llamadas ciencias morfológicas (biología del desarrollo, histología y antropología física), que completan su área de conocimiento.  La anatomía humana es una de las ciencias básicas o preclínicas de la medicina. Al científico que ejerce y estudia esta ciencia se le denomina anatomista, el Diccionario de la lengua española de la Real Academia Española también acepta el término anatómico.

## Etimología
Deriva del latín. anatomĭa, y del griego. ἀνατομία [anatomía]; derivado del verbo ἀνατέμνειν [anatémnein], ‘cortar’ o ‘separar’ compuesto de ἀνά [aná], ‘hacia arriba’ y τέμνειν [témnein], ‘cortar’).

## Subdivisiones

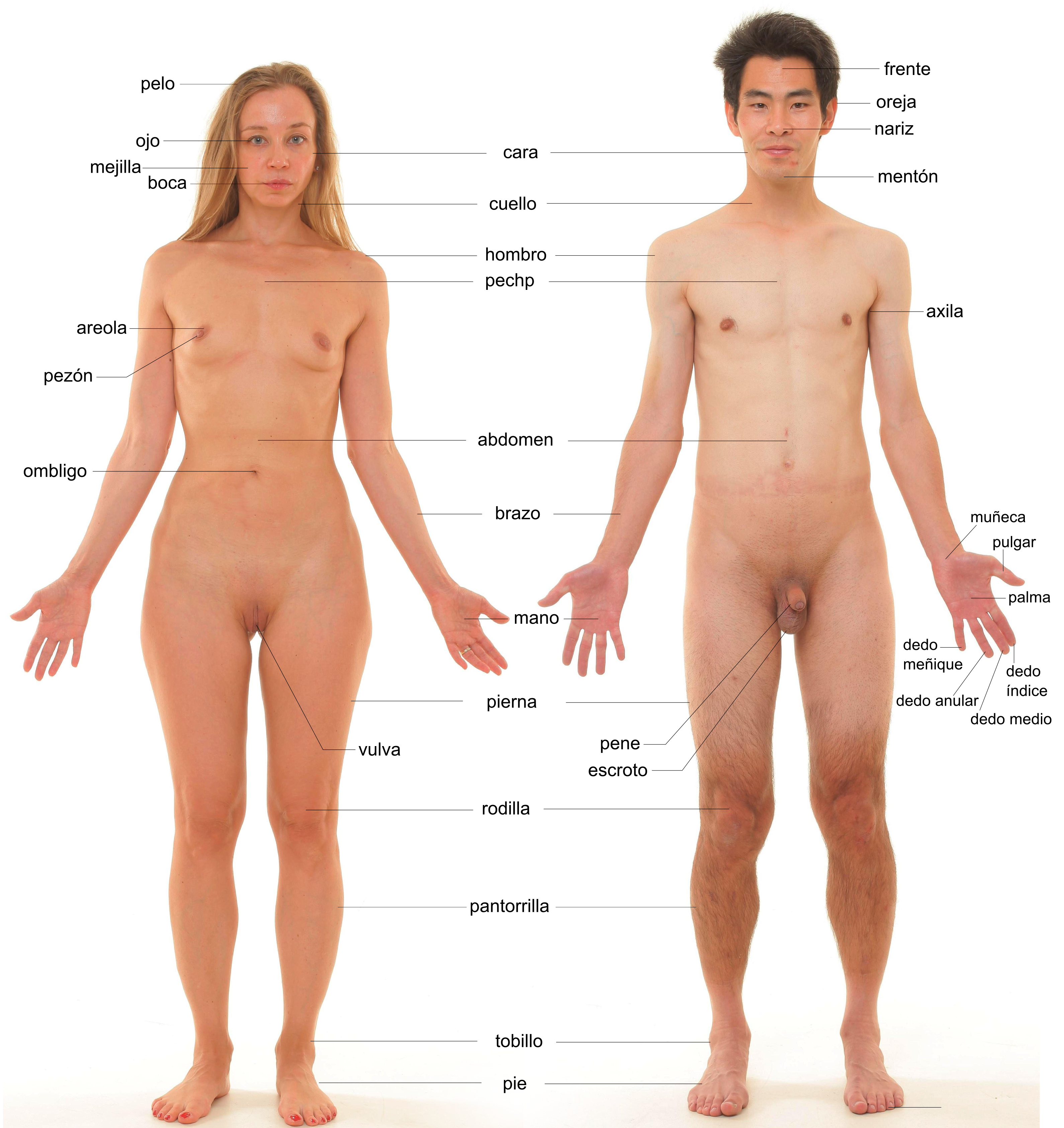
Anatomía externa de los seres humanos

- Anatomía descriptiva o sistemática. Estudia de forma independiente los diferentes sistemas.[4] La anatomía sistemática puede dividirse en varias ciencias:
  - Neuroanatomía. Estudia el sistema nervioso.
  - Miología. Estudia los músculos.
  - Osteología. Estudia los huesos.
  - Artrología. Estudia las articulaciones.
  - Esplacnología. Estudia las diferentes vísceras, sobre todo las contenidas en tórax, abdomen y pelvis.
- Anatomía topográfica. También llamada anatomía quirúrgica o anatomía regional. Es la rama de la anatomía que estudia las relaciones que guardan entre sí los órganos y las estructuras situadas en una región determinada.[5] Por lo tanto describe los organismos por regiones en las cuales pueden existir partes que pertenecen a diferentes sistemas.[6][7] En anatomía topográfica cuando se describe un área se suele hacer desde la parte más superficial a la más profunda, por lo cual en una región típica del miembro inferior o superior humano existiría un primer plano formado por la piel, a continuación el tejido celular subcutáneo seguido de una aponeurosis superficial. Más en profundidad encontraremos uno o dos planos musculares y en el límite más profundo una estructura ósea formada por un hueso. Es preciso tener en cuenta que esta descripción es de tipo general y existen numerosas variaciones dependiendo del área concreta a considerar.
- Anatomía clínica. Estudia aquellos aspectos de la estructura y función que son útiles en la práctica de la medicina.[8]
- Anatomía comparada. Estudia las semejanzas y diferencias entre las estructuras de organismos pertenecientes a diferentes especies.
- Anatomía microscópica o histología. Es la rama de la anatomía que estudia los tejidos utilizando el microscopio.
- Anatomía macroscópica: Se dedica al estudio de los órganos o partes del cuerpo lo suficientemente grandes para poderlas observar a simple vista, sin utilizar microscopio.
- Anatomía del desarrollo. También llamada embriología, se encarga de estudiar el desarrollo de los organismos desde el momento de la concepción hasta el nacimiento.
- Anatomía funcional: Estudia la morfología de los diferentes órganos y su relación con la función que realizan.
- Anatomía de superficie. Es el estudio de las estructuras anatómicas que se pueden observar desde el exterior del organismo. Incluye la determinación de una serie de puntos de referencia en la superficie que corresponden a la proyección de estructuras situadas en profundidad.[9]
- Anatomía radiológica: Estudia la forma a través de las imágenes obtenidas mediante radiología simple, tomografía axial computarizada (TAC) o ecografía.
- Anatomía patológica. Es la rama de la medicina que estudia las bases morfológicas de la enfermedad.
- Anatomía artística: Estudia el arte anatómico.
- Anatomía vegetal: o fitotomía es el campo de la Botánica que estudia la estructura interna de las plantas.
- Anatomía animal: También llamada anatomía veterinaria, describe las estructuras morfológicas de los diferentes animales.
- Anatomía humana: Describe las estructuras morfológicas del cuerpo humano.

## Ciencias relacionadas
La anatomía está relacionada con otras ciencias afines, entre ellas las siguientes:
- Embriología: Estudia el desarrollo embrionario de los diferentes organismos.
- Histología: Estudia la estructura de los órganos y tejidos desde el punto de vista microscópico.
- Fisiologia: Estudia la función de los órganos y sistemas.
- Patología. Rama de la medicina encargada del estudio de las enfermedades.
- Paleoantropología. Es la rama de la antropología física que se ocupa del estudio de la evolución humana y su registro fósil.

## Nomenclatura
La terminología anatómica ha sido siempre objeto de debate, dado la gran cantidad de términos y la existencia de sinónimos y epónimos que en ocasiones pueden crear confusión. Por este motivo, anatomistas de diferentes países se han puesto de acuerdo para establecer una terminología común, estructurada, sistemática y universal que se actualiza regularmente en reuniones periódicas. Recibe el nombre de Terminología Anatómica Internacional y ha sido redactada por el Comité Internacional Federativo de Terminología Anatómica, se ha traducido a diferentes idiomas, entre ellos el español. Contiene alrededor de 7500 términos que corresponden a estructuras anatómicas macroscópicas humanas.

### Planos anatómicos

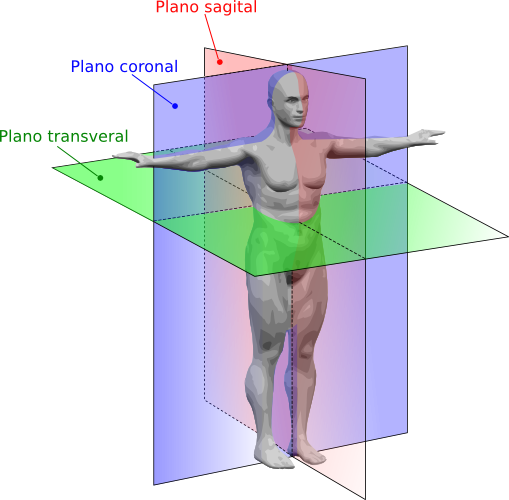
Planos anatómicos.

Los planos anatómicos son planos imaginarios que cruzan el organismo y lo dividen en dos partes.
- Plano sagital. Atraviesa el cuerpo longitudinalmente y lo dividen en una mitad derecha y otra izquierda.
- Plano frontal. También llamado plano coronal, atraviesa el cuerpo de arriba hacia abajo y lo divide en una mitad anterior o frontal y una posterior o dorsal
- Plano transverso. Es un plano que atraviesa el cuerpo de adelante hacia atrás y lo divide en una mitad superior y otra inferior.

### Direcciones

Imagen representando direcciones rostral y caudal.

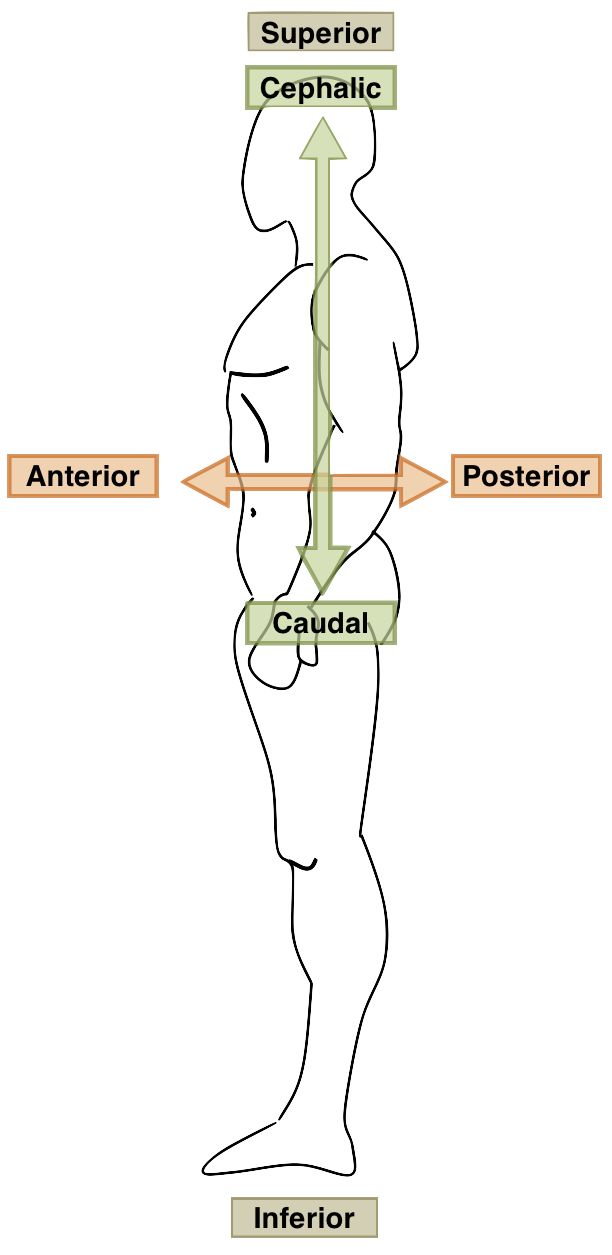

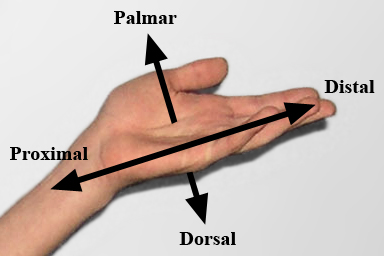
Términos de dirección en la mano

Ejes direccionales en los tetrápodos como el caballo (Equus caballus).

Para el estudio de la anatomía se pueden usar direcciones anatómicas que indican localizaciones relativas. La base de direcciones del ser humano es muy parecido a la del resto de vertebrados. Los vertebrados se integran en esta metodología de estudio gracias a la disposición básica que comparten:
Las principales direcciones anatómicas son:
- Cefálico o superior. Situado en la parte superior del cuerpo.
- Caudal o inferior. Cuando está situado en la parte inferior del cuerpo.
- Medial. Situado en la línea media o cerca de la línea media.
- Lateral. Situado lejos de la línea media.
- Ventral o anterior.
- Dorsal o posterior.
- Proximal. Situado cerca de su origen.
- Distal. Situado lejos de su origen.
- Superficial. Situado en la parte exterior del cuerpo.
- Profundo. Situado en la parte interna del cuerpo.
- Aferente. Se dice de lo que va de fuera hacia adentro, o de la periferia al centro.
- Eferente. Se dice de lo que va de dentro hacia afuera, o del centro hacia la periferia.
- Rostral. Hace referencia a la parte de un órgano o estructura que se encuentra más cerca de la cara.
- Palmar. Se refiere a la palma de la mano.
- Plantar. Se refiere a la planta del pie.

En los animales vertebrados tetrápodos como el caballo, la postura anatómica estándar es aquella en la que el animal está parado, erguido y mirando al frente. De esta forma dorsal es superior, ventral es inferior, cefálico es delante y caudal detrás.

## Anatomía de los peces
La anatomía de los peces está determinada por las características físicas del agua, mucho más densa que el aire, con menos oxígeno disuelto y una absorción mayor de la luz, y por el componente evolutivo de cada especie dentro de la superclase Pisces.

## Anatomía de los anfibios

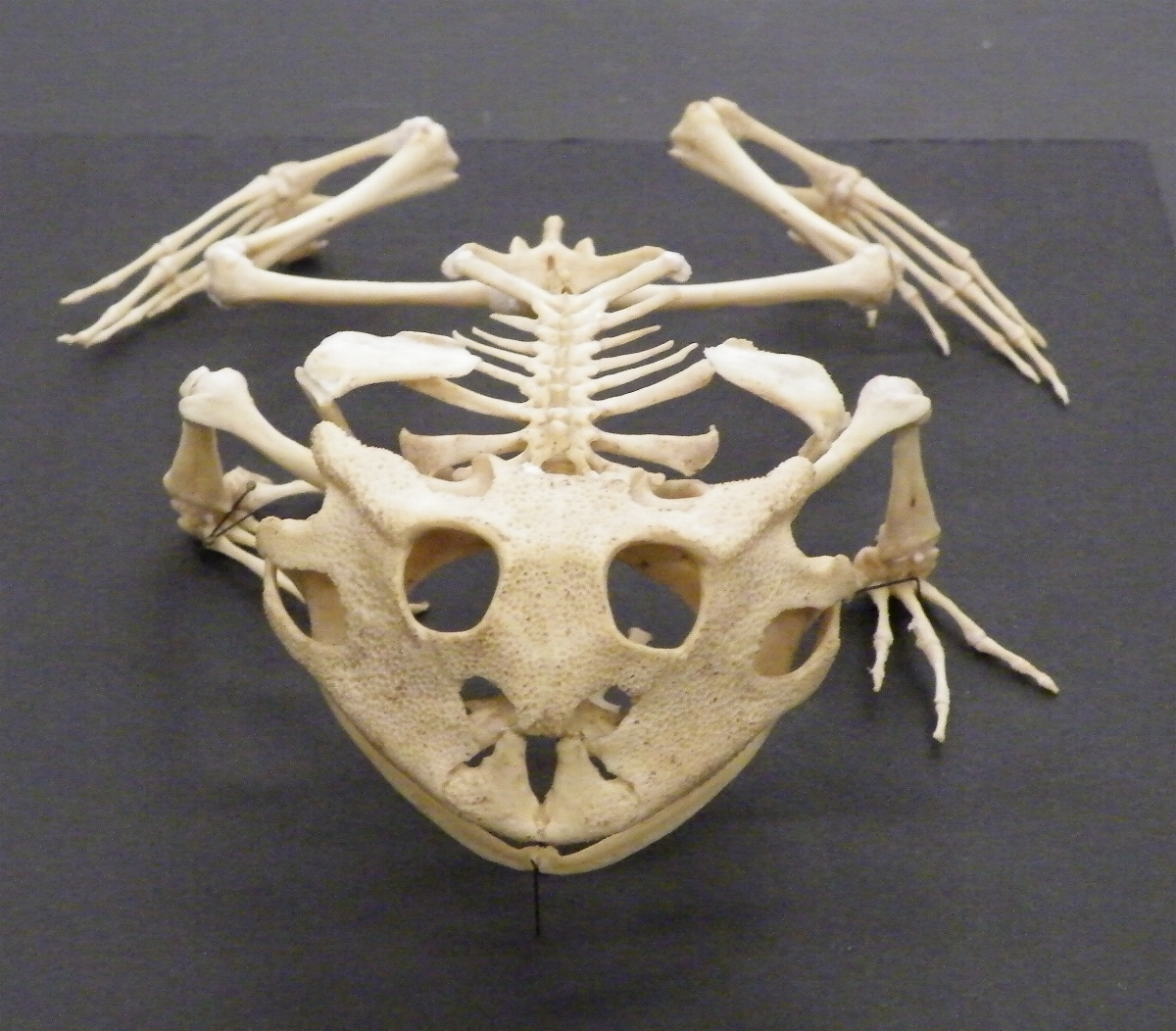
Esqueleto de una rana cornuda de Surinam (Ceratophrys cornuta)

Los anfibios son tetrápodos con respiración branquial en la fase larvaria. En la fase adulta pierden las branquias y desarrollan pulmones, la circulación se vuelve doble, presentan un corazón con tres cámaras formado por un ventrículo y dos aurículas.

## Anatomía de los reptiles
Los reptiles presentan un conjunto de adaptaciones morfológicas comunes a la mayor parte de los representantes de la clase. Entre ellas, la presencia de un exoesqueleto provisto de escamas córneas epidérmicas, extremidades pares con cinco dedos (excepto en las serpientes), esqueleto bien osificado, presencia de pulmones lo que les permite vivir en tierra firme, corazón con tres cámaras, dos aurículas y un ventrículo (excepto en los cocodrilos que poseen cuatro cámaras), fecundación interna y huevos cubiertos con cáscara.

## Anatomía de las aves
La anatomía de las aves, presenta muchas adaptaciones destinadas, a hacer posible el vuelo. Las aves han evolucionado hasta poseer un sistema esquelético y muscular ligero y potente que, junto con los sistemas circulatorio y respiratorio, las hace capaces de desarrollar una oxigenación y actividad metabólica muy altas. Debido a estas especializaciones anatómicas, se les ha asignado  una clase propia en el Filo de los cordados.

## Anatomía de los mamíferos
En los mamíferos el cuerpo se divide en tres sectores: cabeza, tronco y cola, aunque esta puede faltar, por ejemplo en el gorila, o transformarse en aleta como en las ballenas, en algunas especies la cola es prensil y puede utilizarse como extremidad. En el tronco existen cuatro extremidades que pueden estar adaptadas a la marcha, excavación, aprensión de objetos, vuelo (quirópteros) o natación (cetáceos). Las hembras presentan glándulas mamarias para alimentar con leche a los recién nacidos. La circulación es doble y completa, el corazón consta de cuatro cámaras como en las aves , dos aurículas y dos ventrículos. La respiración es pulmonar. El aparato digestivo presenta en algunos grupos como los rumiantes adaptaciones especiales. La fecundación es interna, el desarrollo embrionario suele tener lugar dentro del útero materno gracias a la placenta, aunque en algunos grupos el útero es rudimentario y el desarrollo se completa en una bolsa marsupial, como ocurre en los metaterios. En algunas especies como  los monotremas (ornitorrinco) el desarrollo embrionario tiene lugar en un huevo, fuera del organismo materno.

## Anatomía humana
La anatomía humana tiene muchas similitudes con la de la mayoría de los mamíferos. Para su mejor comprensión se divide en sistemas y aparatos.

### Sistema esquelético

Esquema del sistema esquelético y huesos principales.

También llamado sistema óseo, está formado en un adulto humano por un total de 206 huesos. Representa alrededor del 12 % del peso de un adulto. Los huesos se unen entre sí mediante articulaciones y están estrechamente unidos a ligamentos, tendones, y músculos. 
El esqueleto humano se divide en dos partes:
- Esqueleto axial, formado por el cráneo, columna vertebral, costillas y esternón. Consta de 80 huesos.
- Esqueleto apendicular, formado por los huesos de los miembros superiores e inferiores, junto con las cinturas escapular y pelviana. Consta de 126 huesos.
  - Cintura escapular. Clavícula y omóplato.
  - Miembro superior. Húmero, cúbito, radio, carpos, metacarpos,falanges.
  - Cintura pelviana. Pelvis.
  - Miembro inferior. Fémur, rótula, tibia, peroné, tarso, metatarso, falanges.

### Sistema muscular
Está formado por los músculos voluntarios. Tiene por función lograr el movimiento del cuerpo. El conjunto de todos los músculos esqueléticos corresponde al 40 % del peso de un adulto medio.

### Sistema nervioso
El sistema nervioso está formado por el encéfalo, la médula espinal y los nervios periféricos. Los nervios pueden ser sensitivos que llevan información desde la periferia al encéfalo, motores que transportan señales desde el encéfalo a los músculos y mixtos que tienen fibras tanto sensitivas como motoras. La célula principal es la neurona que está dotada de prolongaciones que la unen a otras neuronas vecinas formando una compleja red de interconexiones. El sistema nervioso recoge información del mundo exterior a través de los sentidos o interna de los diferentes órganos, la procesa, y emite señales mediante los nervios motores que provocan la contracción de los músculos y el movimiento. También interviene en la producción de hormonas por las distintas glándulas (sistema neuroendocrino).

### Sistema circulatorio
El sistema  circulatorio o sistema cardiovascular está formado por un fluido que se llama sangre, un conjunto de conductos (arterias, venas, capilares) y una bomba impulsora que es el corazón. Es un sistema de transporte interno que sirve para mover dentro del organismo elementos nutritivos, metabolitos, oxígeno, dióxido de carbono, hormonas y otras sustancias.
El sistema circulatorio humano, al igual que el de todos los mamíferos, es doble. La parte derecha del corazón envía la sangre no oxigenada hacia los pulmones a través de la arteria pulmonar, la sangre ya oxigenada es dirigida mediante las venas pulmonares hacia la parte izquierda del corazón que la distribuye por todo el cuerpo a través de la arteria aorta y sus ramas. La sangre se produce en la médula ósea roja, está formada por el plasma sanguíneo y los elementos formes que son plaquetas, glóbulos rojos(eritrocitos) y glóbulos blancos (leucocitos).

### Aparato digestivo

Esquema del tubo digestivo con el estómago representado en color rojo.

El aparato digestivo está formado por el tubo digestivo y un conjunto de estructuras accesorias. El tubo digestivo se inicia en la boca y continúa por faringe, esófago, estómago, intestino delgado, intestino grueso y ano. Las estructuras accesorias son un conjunto de glándulas que vierten su secreción al tubo digestivo, incluyen las glándulas salivales que producen la saliva, páncreas, hígado y sistema biliar que transporta la bilis hasta el duodeno.
Los alimentos pasan de la boca al esófago hasta llegar al estómago. En el estómago el alimento se mezcla con una secreción ácida y enzimas proteolíticas hasta formar una pasta semilíquida que recibe el nombre de quimo. El contenido del estómago se vacía en el duodeno, donde se añade la bilis producida por el hígado y el jugo pancreático del páncreas. En el intestino delgado es donde se absorben los nutrientes, después el intestino grueso absorbe sobre todo agua y sales minerales. Finalmente, las sustancias restantes pasan al recto y se excretan por el ano.

### Aparato respiratorio
El aparato respiratorio  es el conjunto de órganos que sirve para intercambiar gases entre el medio ambiente y la sangre. Está formado por laringe, tráquea, bronquios y pulmón.

### Aparato urinario

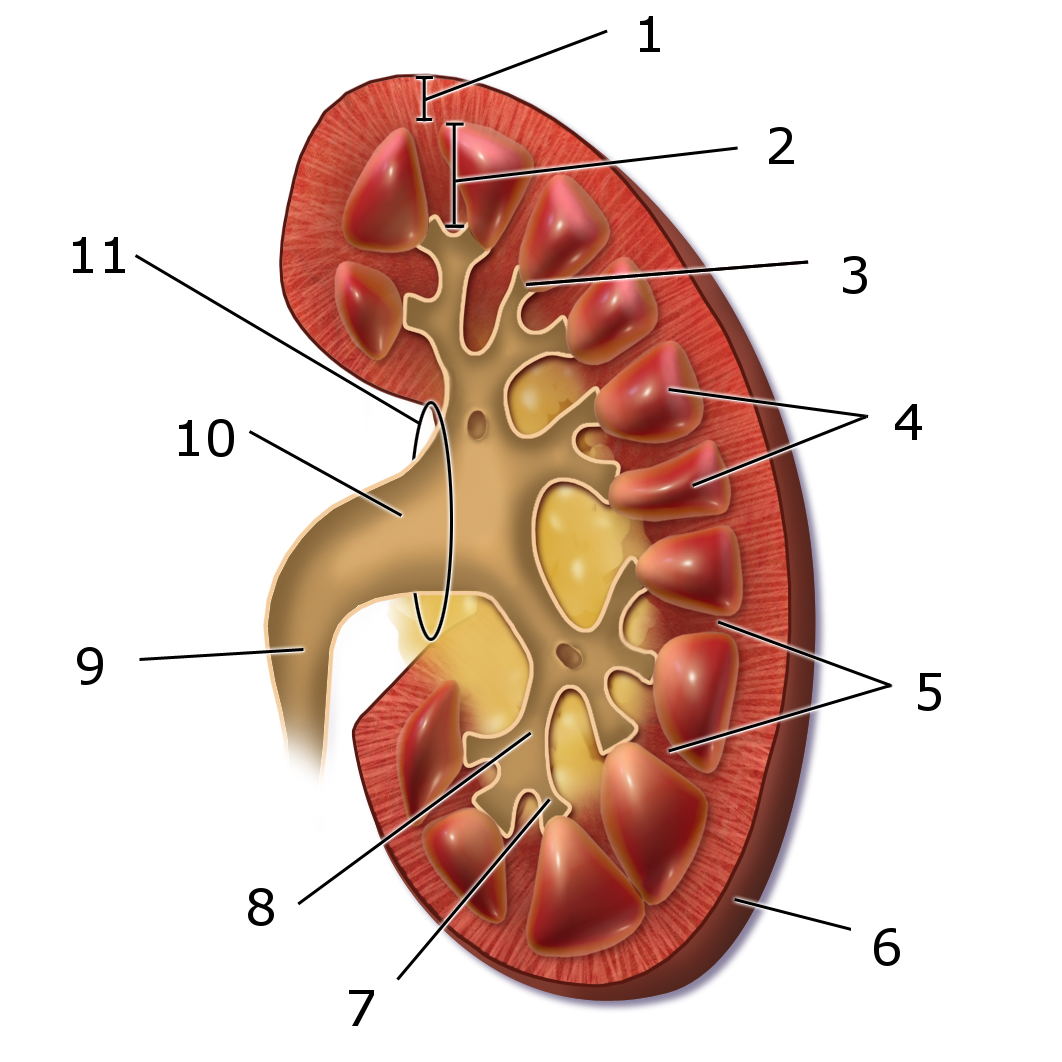
Esquema del riñón humano: 1. Corteza renal, 2. Médula renal, 3. Papila renal, 4, Pirámide renal, 5. Columna renal, 6. Cápsula fibrosa, 7. cáliz menor, 8. cáliz mayor, 9. Uréter, 10. Pelvis renal, 11. Hilio renal.

Es un conjunto de órganos encargados de la producción, almacenamiento y expulsión de la orina. Está formado por dos
riñones, dos uréteres, la vejiga urinaria y la uretra.

### Aparato reproductor masculino
Está formado por los testículos, epidídimo, próstata, conducto deferente, uretra y pene.

### Aparato reproductor femenino
Formado por ovarios, trompa de Falopio, útero, vagina y vulva.

### Sistema endocrino

Glándula tiroides

El sistema endocrino es el conjunto de órganos y tejidos del organismo que segregan un tipo de sustancias llamadas hormonas. Las hormonas son mensajeros químicos liberados por células, que alcanzan el torrente sanguíneo para regular a distancia diferentes funciones corporales, entre ellas la velocidad de crecimiento, la actividad de los tejidos, el metabolismo y el desarrollo y funcionamiento de los órganos sexuales. Una vez alcanzado el punto de destino, estos mediadores se unen a su receptor específico ubicado en la célula diana. Las glándulas principales productoras de hormonas son la glándula tiroides que produce tiroxina, el páncreas que produce insulina, la  hipófisis que secreta numerosas hormonas y las glándula suprarrenal que producen cortisol, aldosterona y adrenalina.

### Glándulas exocrinas

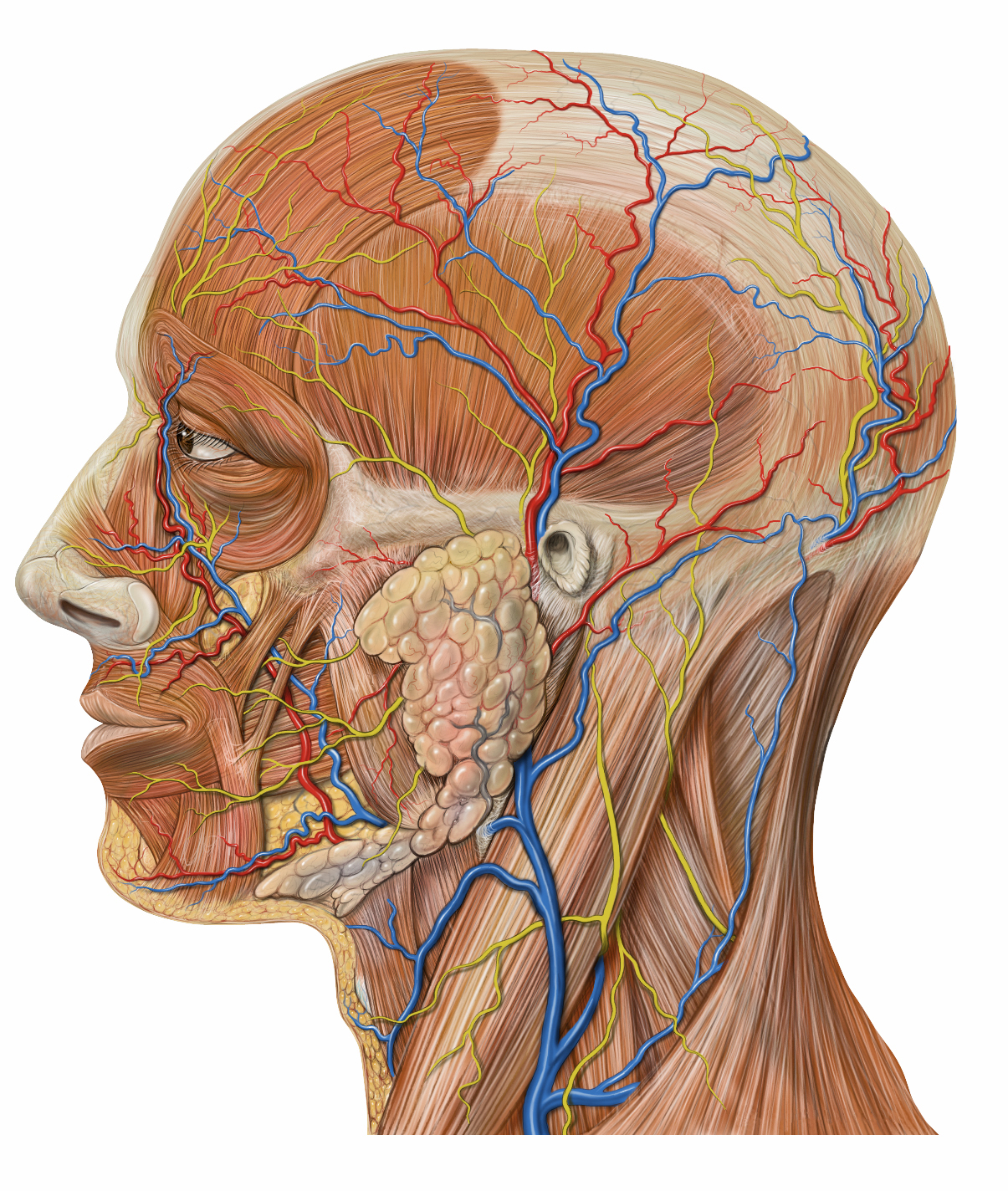
Vista lateral de la cabeza humana en la que es visible la glándula parótida

Las glándulas exocrinas son un conjunto de glándulas que se distribuyen por todo el organismo y producen sustancias no hormonales. Forman parte de sistemas diferentes, algunas de las más importantes son la glándula parótida que produce la saliva, la glándula mamaria que produce la leche,la  glándula lacrimal que produce las lágrimas y las glándulas sudoríparas que producen el sudor.

### Sistema sensorial
El sistema sensorial es la parte del sistema nervioso  responsable de procesar la información procedente de los órganos de los sentidos. Está formado por los receptores sensoriales y aquellas partes del cerebro involucradas en el procesamiento de las señales. Los principales sistemas sensoriales son: visión desde receptores situados en el ojo, audición desde receptores situados en el oído interno, gusto desde receptores situados en la lengua, olfato desde receptores ubicados en las cavidades nasales, equilibrio desde receptores situados en el oído interno y tacto desde receptores ubicados en la piel.

### Sistema tegumentario
Está formado por la piel, uñas, pelo, glándulas sudoríparas y glándulas sebáceas.
La piel constituye una barrera que defiende el organismo de los agentes físicos y químicos externos y evita la invasión por bacterias y virus. Se divide en varias capas, la más exterior se llama epidermis y la más profunda dermis.

### Estructuras principales
| Aparatos y sistemas       | Estructuras principales |  |
| ------------------------- | --- |  |
| Aparato digestivo         | Esófago, estómago, intestino delgado, intestino grueso, hígado, páncreas, vesícula biliar. |  |
| Aparato circulatorio      | corazón , arterias (arteria pulmonar, arteria aorta), venas (venas pulmonares, vena cava superior, vena cava inferior), capilares sanguíneos. |  |
| Aparato respiratorio      | Faringe, laringe, tráquea, pulmón. |  |
| Sistema nervioso          | Encéfalo (cerebro, cerebelo, bulbo raquídeo), médula espinal, nervios. |  |
| Sistema endocrino         | Hipófisis, tiroides, paratiroides, glándulas suprarrenales, páncreas, ovario, testículo. |  |
| Sistema muscular          | Esternocleidomastoideo, deltoides, trapecio, pectoral mayor, dorsal ancho, músculo bíceps braquial, músculo tríceps braquial, músculo recto abdominal, músculo oblicuo externo del abdomen, músculo glúteo mayor, músculo aductor mayor, músculo cuadriceps, músculo tríceps sural, músculos isquiotibiales. |  |
| Sistema óseo              | Cráneo, maxilar inferior, columna vertebral, costillas, esternón, escápula, clavícula, húmero, cúbito, radio, huesos de la mano, pelvis, fémur, tibia, peroné, huesos del pie. |  |
| Aparato urinario          | Riñón, vejiga urinaria, uréteres. |  |
| Aparato genital masculino | Testículo, conducto deferente, próstata, uretra, pene. |  |
| Aparato genital femenino  | Ovario, trompa de Falopio, útero, vagina, vulva. |  |
| Sistema inmunitario       | Médula ósea, bazo, ganglios linfáticos, timo. |  |
| Sistema tegumentario      | Piel, pelo, uñas, glándulas sudoríparas. |  |

## Historia de la anatomía
Edad Antigua
La anatomía como ciencia dio sus primeros pasos en la Antigua Grecia. Herófilo de Calcedonia (335 a. C.-280 a. C.), médico de la escuela de Alejandría, fue uno de los primeros en practicar disecciones de cadáveres humanos.
Erasístrato (304 a. C.–250 a. C.) distinguió las principales estructuras del encéfalo y observo que los nervios convergían hacia el sistema nervioso central.
Galeno de Pérgamo (Pérgamo, 129-Roma, c. 201/216), fue un médico y filósofo griego que vivió en el Imperio Romano. Elaboró un corpus inmenso, distribuido en más de 125 volúmenes, que trataban sobre el estudio anatómico-funcional de varios sistemas: el muscular, el nervioso, el respiratorio y el circulatorio. Su preponderancia como maestro de medicina duró más de 1400 años. Estos conocimientos, también se continuaron enseñando durante la Edad Media. Sin embargo las afirmaciones de Galeno contenían numerosos errores que se aceptaron sin crítica, muchos de ellos derivados de extrapolar estructuras observadas en animales a la especie humana.
Edad Media

Mondino dei Liuzzi, Anathomia, 1541

El conocimiento anatómico de la Edad Media se basa en la aceptación de la anatomía galénica. Las clases impartidas por el profesor se hacían con la lectio del texto de Galeno, las escasas disecciones en cadáveres eran realizadas por un practicante mientras se leía al clásico, sin crítica.
Edad Moderna
Leonardo da Vinci estudia y dibuja anatomía humana exacta antes de 1492. 

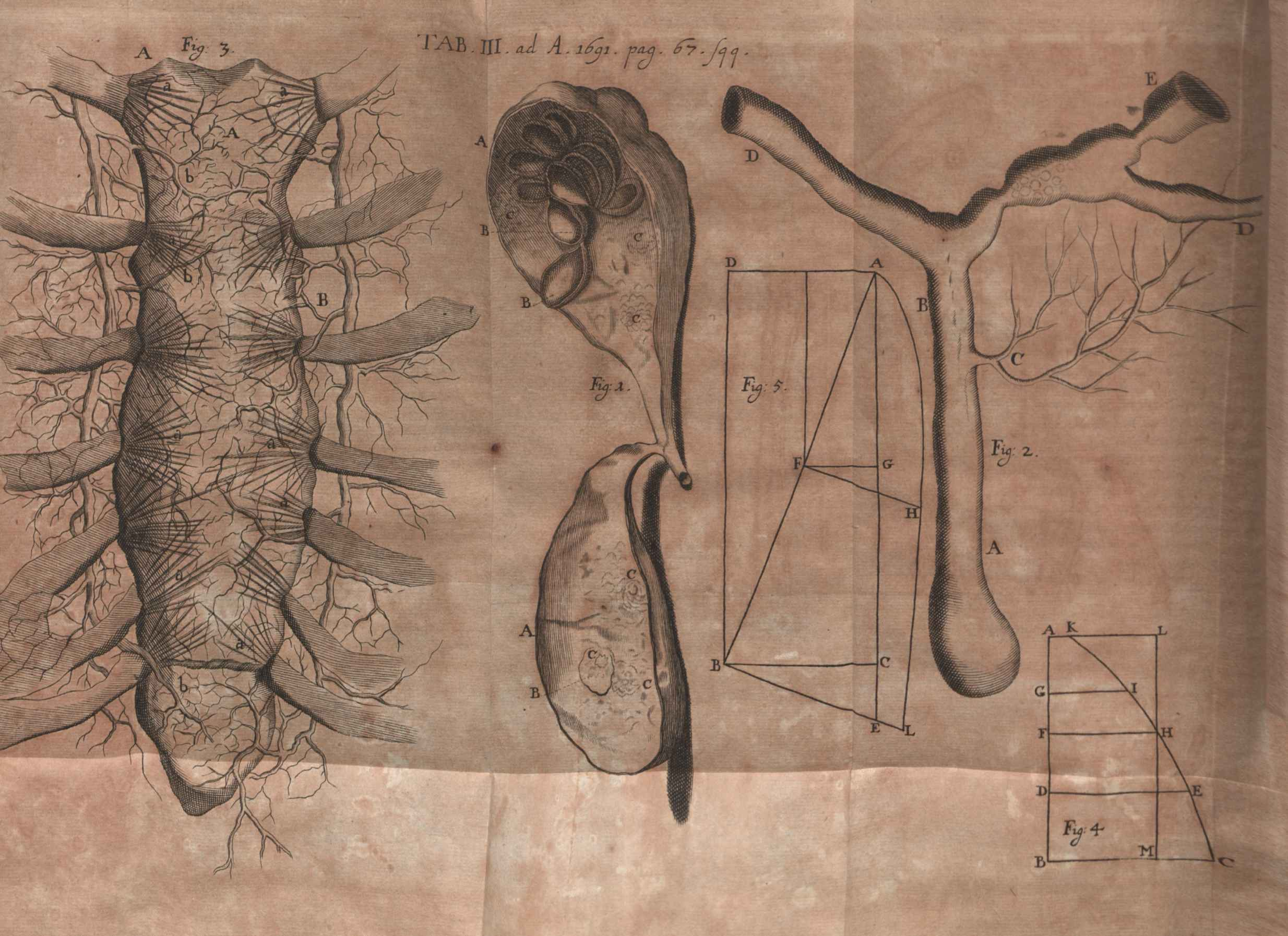
Ilustración de anatomía desde Acta Eruditorum, 1691

La Medicina galénica comienza a ser cuestionada desde la anatomía. Andrés Vesalio, considerado como el médico padre de la Anatomía moderna, se dedicó a la disección de cadáveres para la obtención de conocimiento anatómico. Plasmó sus observaciones en su De humani corporis fabrica.
Edad Contemporánea
La aparición del microscopio abrió un nuevo mundo descriptivo microscópico, la anatomía microscópica o histología, y la paulatina conversión de la anatomía en dinámica a partir de la estática fábrica de Vesalio, incorporando función y relación dentro de sus observaciones.

## Anatomía artística

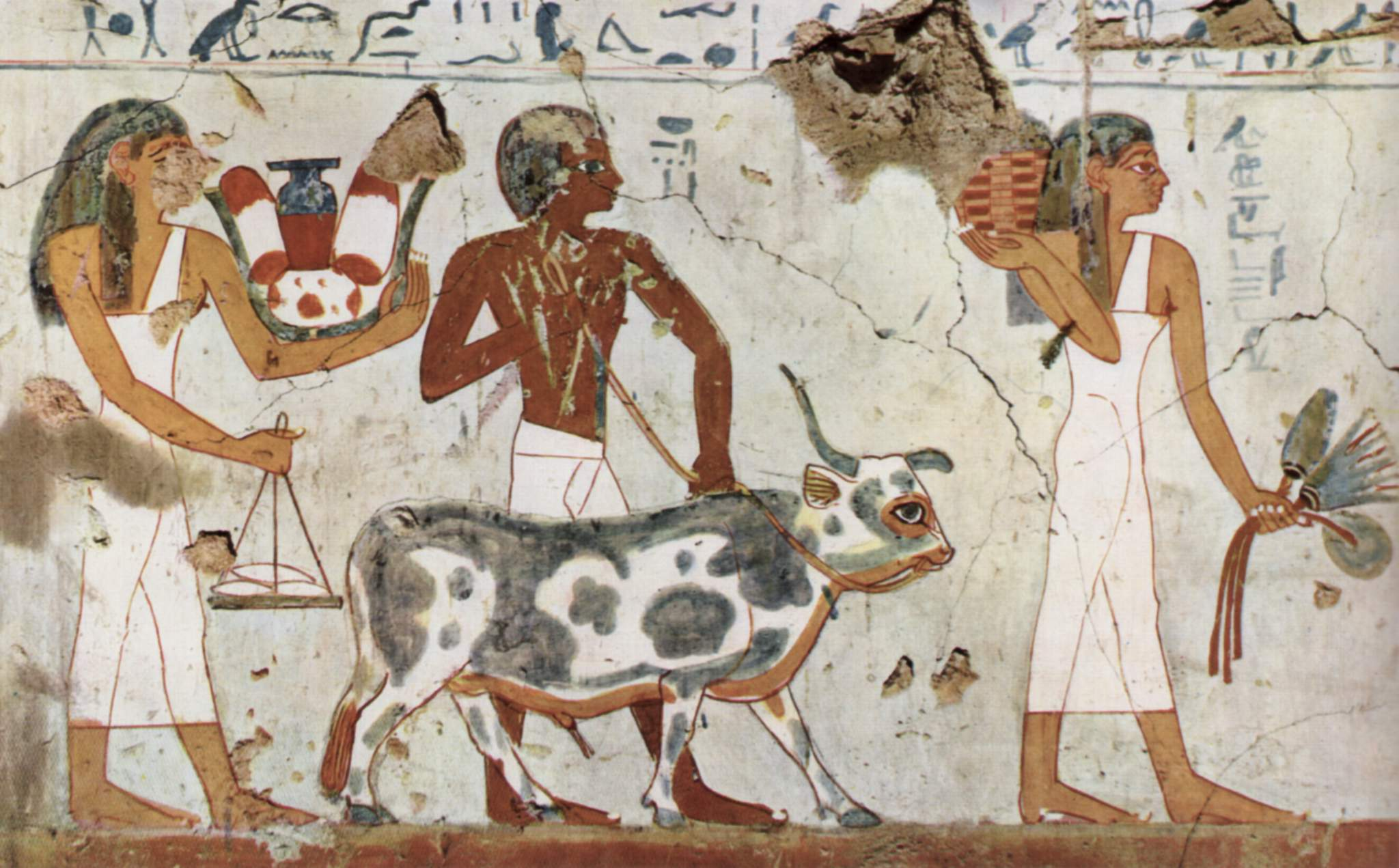
Pintura mural de cámara funeraria. Imperio Nuevo. Dinastía XVIII, hacia 1500≈1450 a. C.

La representación del cuerpo humano no depende únicamente del conocimiento de la anatomía, ya que los diferentes estilos artísticos no pretenden en muchas ocasiones el realismo. Las pinturas del Antiguo Egipto, por ejemplo, muestran una serie de convencionalismos que adoptan la anatomía real a la conveniencia del artista. Por el contrario, en la Antigua Grecia se estudia la morfología con meticulosidad y se pretende representar a la figura humana en su máxima perfección. Durante el Renacimiento, muchos artistas famosos estudiaron anatomía del natural e incluso practicaron ellos mismos disecciones para mejorar la representación del cuerpo humano, entre ellos Miguel Ángel, Rafael, Durero y Leonardo da Vinci.

## Asociaciones anatómicas
- Federación Internacional de Asociaciones de Anatomistas
- Asociación Panamericana de Anatomía
- Asociación Centroamericana y del Caribe de Anatomía
- International Journal of Morphology
- Academia Panamericana de Anatomía